# إلين إروين
إلين إروين (بالإنجليزية: Elaine Irwin Mellencamp)‏ هي عارضة أمريكية، ولدت في 26 أغسطس 1969 في Gilbertsville, Pennsylvania ‏ في الولايات المتحدة.

## وصلات خارجية
- الموقع الرسمي
- إلين إروين على موقع IMDb (الإنجليزية)
- إلين إروين على موقع قاعدة بيانات الفيلم (الإنجليزية)
- إلين إروين على موقع دليل عارضات الأزياء (الإنجليزية)